# Антонин Дворжак (театър)
Театър „Антонин Дворжак“ (на чешки: Divadlo Antonína Dvořáka) се намира в град Острава. Носи името на композитора Антонин Дворжак.

## История
Основан е на 28 септември 1907 г. като германски театър. До 1919 г. представленията са само на немски език. След Първата световна война театърът е под управление на Чехословакия и се преименува на Национален Моравско-силезийски театър. От 1949 г. театърът е преименуван на „Зденек Нейедли“, а от 1990 г. се преименува на „Антонин Дворжак“.